# Compressidentalium sedecimcostatum
Compressidentalium sedecimcostatum is een Scaphopodasoort uit de familie van de Dentaliidae. De wetenschappelijke naam van de soort werd voor het eerst geldig gepubliceerd in 1906 door Charles Hercules Boissevain.